# Formação Vectis
A Formação Vectis é uma formação geológica na Ilha de Wight e Swanage, Inglaterra, cujos estratos foram formados no andar Aptiano, aproximadamente 125 milhões de anos atrás. O ambiente de deposição foi o de uma lagoa costeira de água doce com influência marinha ocasional após a transgressão marinha aptiana inicial, em transição do ambiente de várzea da Formação Wessex subjacente. A litologia primária é de argilitos cinza laminados. A Formação Vectis é composta por três membros geológicos: o membro Shepherds Chine, o membro Barnes High Sandstone e o membro Cowleaze Chine. É coberto pela Formação Atherfield Clay, totalmente marinha, parte do Grupo Lower Greensand. Restos de dinossauros estão entre os fósseis que foram recuperados da formação, bem como pterossauros.